# Batvat

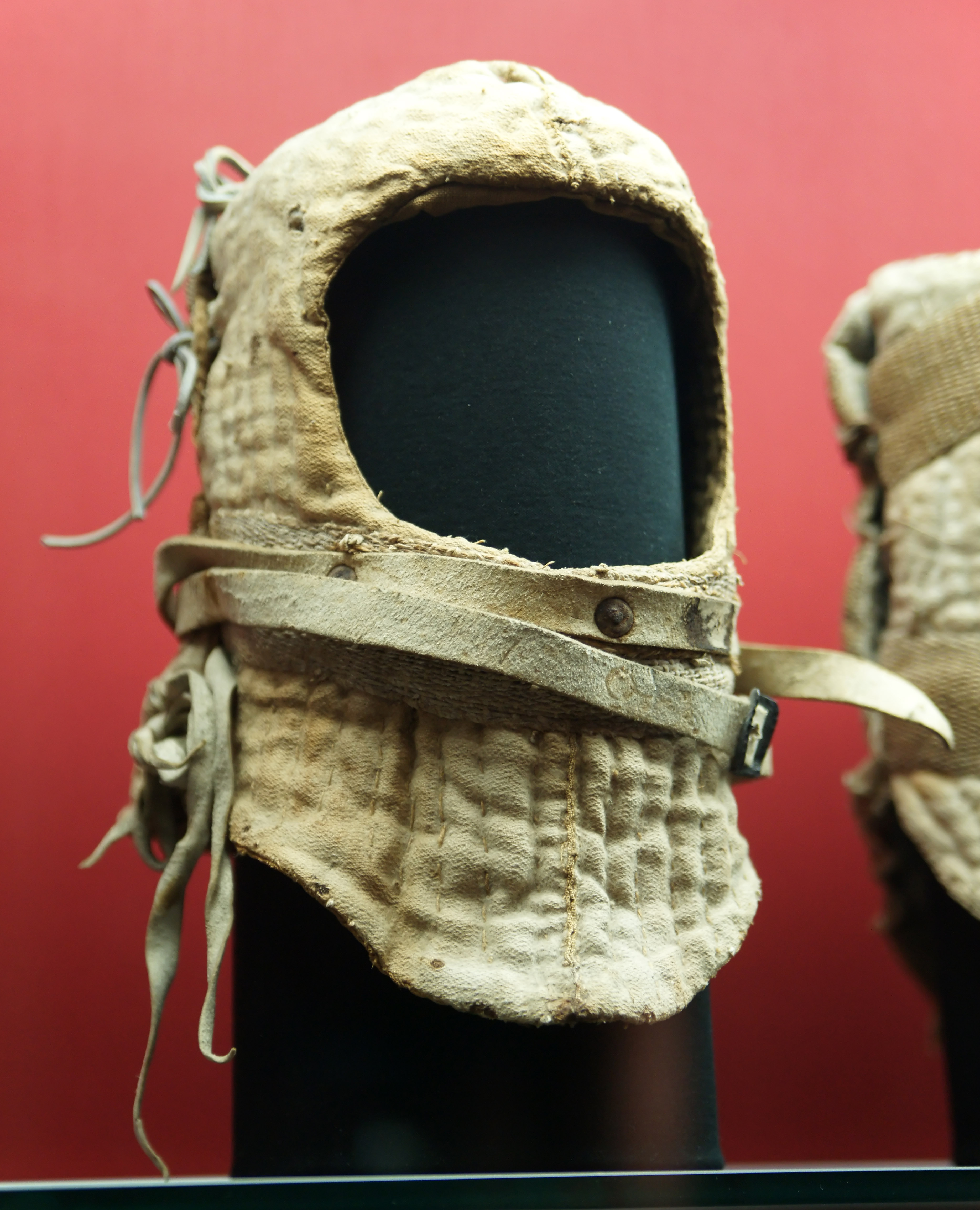
Turnajový batvat

Batvat je prošívaná čepice, která se dává pod kroužkovou kapuci nebo pod helmu. Jelikož helma pouze rozloží sílu úderu, je nutné mít ještě tuto kapuci, která úder utlumí. Batvat se používá už od raného středověku a za svou existenci prošel přirozeným vývojem. V raném středověku chránil pouze hlavu, avšak v pozdějších dobách již chránil celou hlavu, krk a částečně i ramena.